# Trouble de la marche

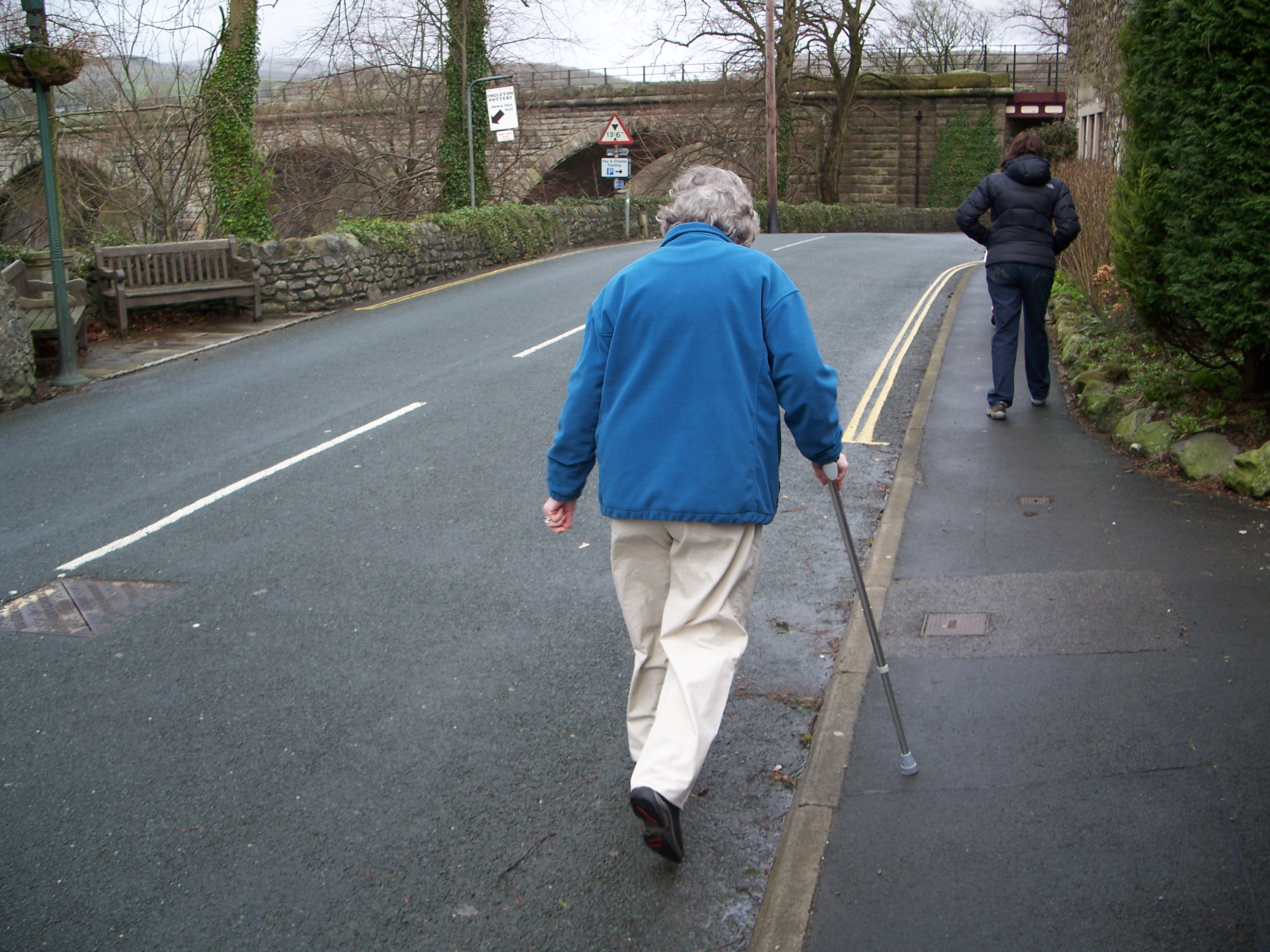
Patient marchant à l'aide d'une canne pendant la convalescence après une arthroplastie totale du genou.

Les troubles de la marche sont des perturbations qui affectent la marche de diverses manières, par exemple des difficultés à se tenir debout, à conserver son équilibre, à avancer, à marcher droit. Les causes sont très diverses, car la marche verticale, qui est le propre de l’homme, met en œuvre des mécanismes complexes.
La marche implique simultanément le système nerveux central, le système nerveux périphérique, notamment des membres inférieurs, et le système musculo-squelettique.
Elle nécessite en effet des informations reçues par le cerveau : vue, vestibule, récepteurs musculaires qui perçoivent la position et les mouvements du corps. La commande motrice nécessite des muscles capables de répondre de façon coordonnée et des articulations fonctionnelles. Une déficience de l'un ou l'autre de ces mécanismes provoque des troubles de la marche. Ils surviennent surtout chez les personnes âgées ou chez les personnes ayant subi des traumatismes.
Les troubles de la marche entraînent une perte de liberté personnelle, des chutes et des blessures et provoquent une diminution marquée de la qualité de vie.